# Narrenturm

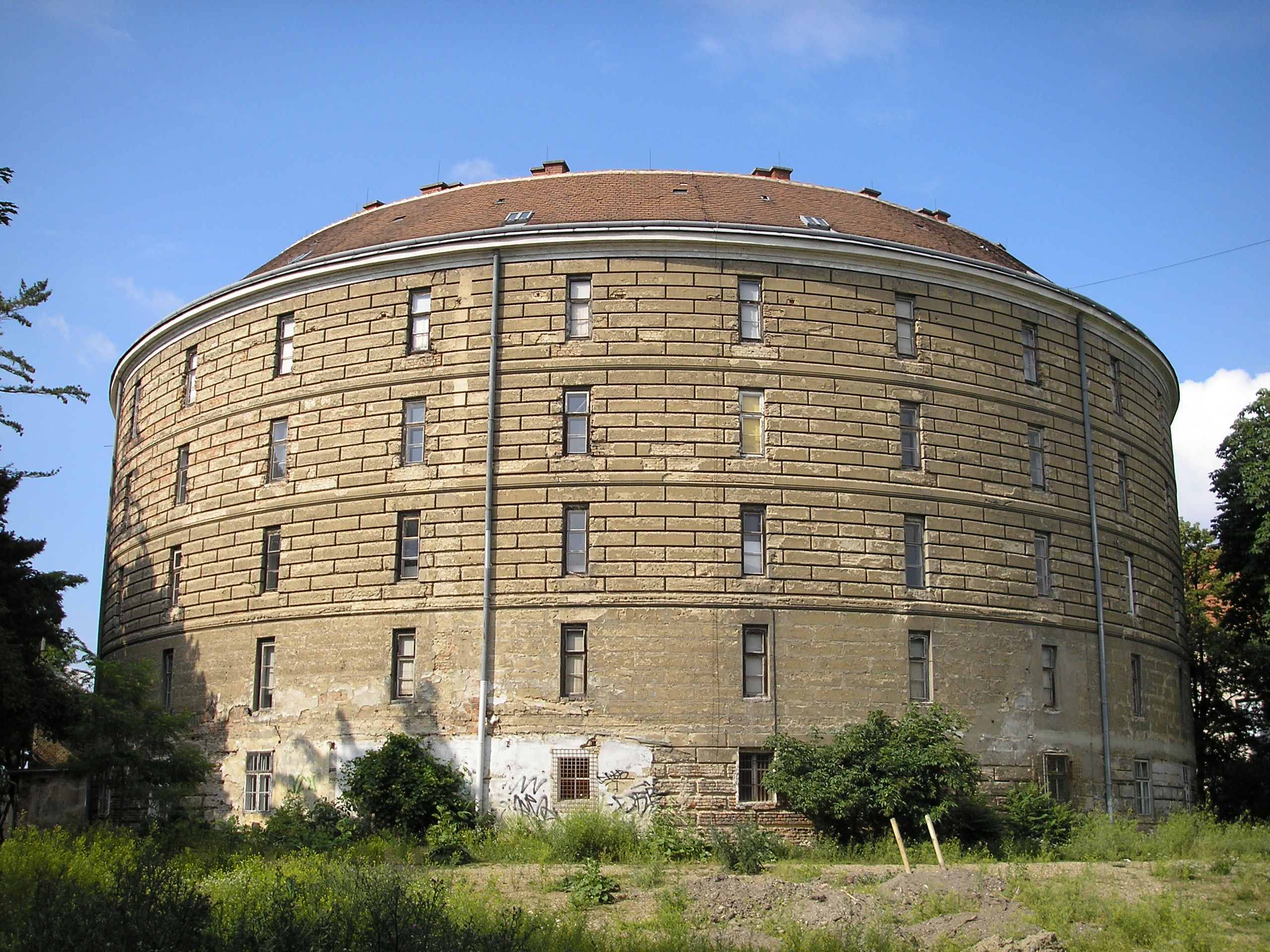
Narrenturm (torre dei pazzi)

Il Narrenturm (letteralmente: torre dei pazzi) a Vienna è un edificio situato presso il vecchio ospedale generale di Vienna, oggi sede del campus dell'università. È noto per essere stato il primo edificio al mondo concepito per la cura delle malattie psichiatriche. Fu costruito nel 1784. Oggi è la sede del museo anatomico-patologico austriaco.

## L'edificio
L'edificio venne creato dall'architetto Isidore Carnevale nel 1784 sotto l'imperatore Giuseppe II. Si tratta di un edificio di cinque piani dalla forma circolare simile ad un'opera difensiva, con finestre simili a feritoie (circa 250 quante le celle). Con la sua severa forma geometrica e mancanza di ornamenti è un importante esempio di Classicismo rivoluzionario. Ogni cella è dotata di un possente cancello di ferro e di anelli per l'incatenamento degli occupanti irrequieti.
Dieci anni più tardi, a seguito delle innovazioni nella terapia delle malattie psichiatriche, la torre era già di scarsa utilità.
Nell'edificio appena costruito venne creato al margine del tetto un parafulmine. Due dei suoi sostegni sono ancora visibili. L'importanza di questo parafulmine è data dal fatto che questo fu applicato sull'edificio copiando l'originale del Parroco di Primetice, Prokop Diviš che l'aveva inventato indipendentemente da Franklin nel 1754. E quindi è considerato il più antico del mondo ancora esistente. Non è ancora chiaro se tuttavia il parafulmine sia stato utilizzato per trasferire la corrente all'interno dell'edificio per sfruttarla a fini sperimentali sui degenti oppure semplicemente come messa a terra.